# بیگ فایو
بیگ فایو (انگلیسی: Big Five) عنوانِ جمعیِ ۵ ارکستر سمفونی بزرگ و مشهور در ایالات متحده آمریکا است که پرچم‌دارِ «موسیقی ممتاز، گنجایش و استعداد هنری نوازندگان، تعداد قراردادهای هفتگی، دستمزدهای پایه هفتگی، ضمانت ضبطِ اثر و تعطیلات تفریحی مجانی» در آغاز شکل‌گیری این لقب در اواخر دههٔ پنجاه میلادی و چندین سال پس از آن بودند.
این پنج ارکستر، به‌ترتیب قدمت عبارتند از:
- فیلارمونیک نیویورک (۱۸۴۲)[۴]
- ارکستر سمفونیک بوستون (۱۸۸۱)[۵]
- ارکستر سمفونیک شیکاگو (۱۸۹۱)[۶]
- ارکستر فیلادلفیا (۱۹۰۰)[۷]
- ارکستر کلیولند (۱۹۱۸).[۸]